# Élections législatives kosovares de 2004
Les élections législatives kosovares de 2004 ont lieu le 24 octobre 2004 dans la Province autonome serbe du Kosovo alors que la région est sous tutelle internationale.

## Résultats
| Partis                                          | Voix      | %      | Sièges | Différence |
| ----------------------------------------------- | --------- | ------ | ------ | ---------- |
| Ligue démocratique du Kosovo                    | 313 437   | 45.42  | 47     | 0          |
| Parti démocratique du Kosovo                    | 199 112   | 28.85  | 30     | +4         |
| Alliance pour l'avenir du Kosovo                | 57 931    | 8.39   | 9      | +1         |
| Parti réformiste ORA                            | 43 017    | 6.23   | 7      | Nouveau    |
| Parti chrétien-démocrate albanais du Kosovo     | 12 427    | 1.80   | 2      | +1         |
| Parti démocratique turc du Kosovo               | 8 353     | 1.21   | 3      | 0          |
| Justice Party                                   | 7 013     | 1.02   | 1      | 0          |
| Vakat Coalition                                 | 4 972     | 0.72   | 3      | –1         |
| Mouvement populaire du Kosovo                   | 4 526     | 0.66   | 1      | 0          |
| Parti libéral du Kosovo                         | 3 542     | 0.51   | 1      | +1         |
| Alternative démocratique du Kosovo              | 3 042     | 0.44   | 0      | Nouveau    |
| Democratic Union                                | 2 696     | 0.39   | 0      | Nouveau    |
| Nouvelle initiative démocratique du Kosovo      | 2 658     | 0.39   | 2      | 0          |
| Parti de l'unité nationale albanaise            | 2 607     | 0.38   | 0      | Nouveau    |
| Parti démocratique ashkali du Kosovo            | 2 555     | 0.37   | 1      | –1         |
| Parti d'action démocratique                     | 2 520     | 0.37   | 1      | 0          |
| Fuad Ramiqi                                     | 2 265     | 0.33   | 0      | Nouveau    |
| Parti du front national albanais                | 2 156     | 0.31   | 0      | 0          |
| Parti social-démocrate du Kosovo                | 2 107     | 0.31   | 0      | 0          |
| Nouveau Parti du Kosovo                         | 1 568     | 0.23   | 0      | 0          |
| Parti bosniaque d'action démocratique du Kosovo | 1 452     | 0.21   | 0      | Nouveau    |
| Liste serbe du Kosovo-Metohija                  | 1 414     | 0.20   | 8      | Nouveau    |
| Initiative civique pour le Gora                 | 1 358     | 0.20   | 1      | Nouveau    |
| Prizren - Initiative Dragaška                   | 1 342     | 0.19   | 0      | Nouveau    |
| Xhevdet Rexhaj                                  | 1 135     | 0.16   | 0      | 0          |
| Parti rom uni du Kosovo                         | 1 049     | 0.15   | 1      | 0          |
| Parti national démocratique albanais            | 856       | 0.12   | 0      | 0          |
| Initiative civique Balli Kombëtar Demokrat      | 807       | 0.12   | 0      | Nouveau    |
| Belul Beqaj                                     | 601       | 0.09   | 0      | Nouveau    |
| Riza Lluka                                      | 592       | 0.09   | 0      | Nouveau    |
| Initiative civique serbe                        | 369       | 0.05   | 2      | Nouveau    |
| Parti démocratique ashkali albanais du Kosovo   | 361       | 0.05   | 0      | Nouveau    |
| Ramë Dreshaj                                    | 249       | 0.04   | 0      | Nouveau    |
| Total                                           | 690 089   | 100.00 | 120    | -          |
|                                                 |           |        |        |            |
| Votes valides                                   | 690 089   | 98.65  |        |            |
| Votes invalides / vides                         | 9 430     | 1.35   |        |            |
| Total votes                                     | 699 519   | 100.00 |        |            |
| Électeurs inscrits / participation              | 1 412 680 | 49.52  |        |            |